# Déboulonneurs
Les Déboulonneurs est un collectif français de lutte contre la publicité, notamment l'affichage publicitaire considéré comme une dégradation du paysage et un envahissement de l'espace public.

## Descriptif
Le collectif a plusieurs antennes locales (Paris, Lyon, Lille, Montpellier, Rouen, Évreux, Amiens, etc.), et organise périodiquement des actions non violentes de dégradations légères d'affiches publicitaires (sur lesquelles sont inscrits des slogans exprimant les revendications du collectif). Ces actes sont effectués à visage découvert et assumés devant les tribunaux. L'objectif politique principal du collectif est une réglementation de la taille maximale d’affichage de 50 cm par 70 cm, une contrainte de densité et la suppression des panneaux lumineux et animés.

## Procès
- à Montpellier, en juillet 2006, deux membres du collectifs ont été condamnés à 200 euros d'amende avec sursis[2].
- à Paris, le 12 janvier 2007, sept membres du collectifs ont été condamnés à 1 euro d'amende[3]. Le 5 mars 2008, la cour d'appel a confirmé la condamnation de 1 euro d'amende[4],[5].
- à Alès, le 23 mars 2007, deux membres du collectif ont été condamnés à une amende de 200 euros avec sursis (plus 1 200 € de réparations)[6].
- à Lyon, le 16 mai 2007, deux membres du collectif ont obtenu une dispense de peine (mais ils furent condamnés en appel à 200 € d'amende chacun)[7].
- à Rouen, le 11 mai 2007, un membre du collectif a été condamné à une peine d'amende symbolique de 1 euro[8],[9].
- à Paris, le 2 avril 2010, la 13e Chambre correctionnelle du TGI de Paris a prononcé la relaxe à l'encontre de 8 membres du collectif[10]. Le parquet a fait appel de cette décision. L'audience de l'appel a eu lieu le 3 avril 2012[11],[12]. Le 26 juin, deux membres du collectif ont finalement été condamnés par la cour d'appel de Paris à une peine d'amende de 200 euros[13].
- à Paris, le 12 juin 2012, à la suite d'une Question prioritaire de constitutionnalité l'audience a été reportée au 25 février 2013. Les militants ont été relaxés le 25 mars 2013 avec reconnaissance de l'état de nécessité pour justifier la légitimité de l'action de désobéissance civile [14].
- à Paris, le 11 octobre 2016, à la suite de l'inscription de messages anti-pub sur des panneaux publicitaires numériques, 6 membres du collectif ont été condamnés à une amende de 200€ chacun et un membre du collectif condamné à 100€ d’amende; les 7 militants ont egalement été condamnés à verser solidairement 1€ de dommages et intérêts à la SNCF et à payer chacun 200€ pour ses frais d’avocat[15],[16],[17],[18]. Un procès en appel s'est tenu le 27 mars 2019[19]. Le jugement a été confirmé le 5 juin 2019[20].

## Gardes à vues
- à Paris, le 2 mars 2009, six membres du collectif passent 21h en garde à vue, à la suite du « barbouillage » de trois panneaux publicitaires[21].

## Soutiens
Lors des différents procès, de nombreuses personnes ont apporté leur soutien au collectif. Entre autres : Edgar Morin,, Éric Coquerel, Julien Bayou,, Benoît Delépine, François Ruffin, Danielle Simonnet,, Michael Löwy, José Bové.